# Předhradí

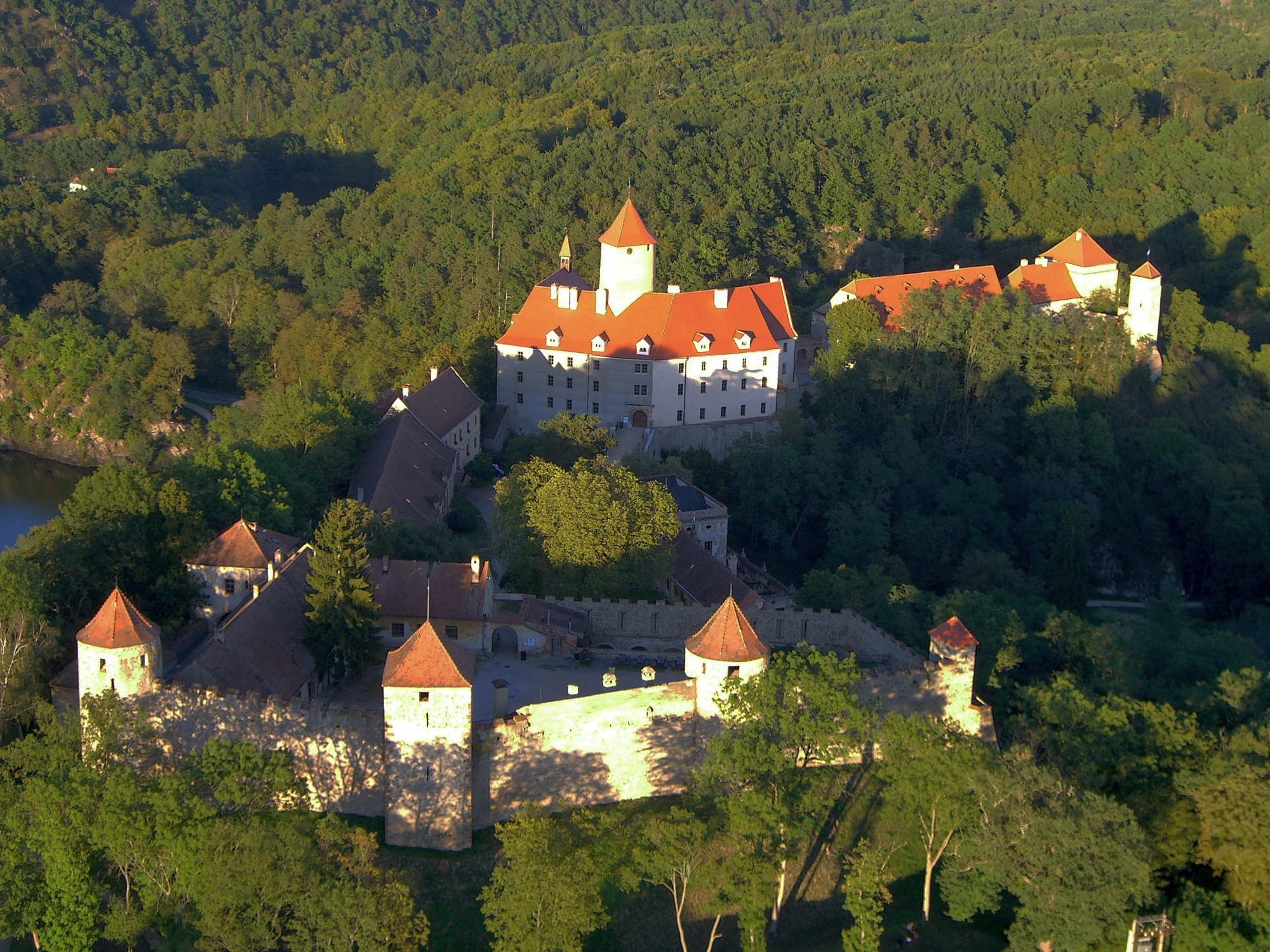
Předhradí (vpředu) brání jediný přírodním terénem nechráněný přístup k hradu Veveří (vzadu).

Předhradí je samostatně opevněná část oddělená hradbami od vlastního hradu nebo hradiště. V předhradí byly zpravidla umístěny objekty správního (purkrabství) a hospodářského charakteru a ubytování pro čeleď. Jednalo se o méně důležité části většího hradu, které byly nicméně dostatečně důležité na to, aby byly rovněž chráněné vlastními hradbami. Někdy se předhradí označuje jako tzv. dolní hrad, např. v Českém Krumlově, Kostomlatech, na Spišském hradě a jinde.
Předhradí měla většina hradů, ale zatímco královské hrady si obvykle vystačily jen s nezbytně potřebnými provozy (např. kovárna), u šlechtických hradů hrála hospodářská složka mnohem významnější roli. Typickými stavbami v předhradí byly sýpky, stáje, mlýny a někdy i pivovar. Součástí širšího předhradí byly také malé rybníčky pro chov ryb. S rozvojem podnikání šlechty uvedená zařízení začala sloužit nejen hradu ale i širšímu okolí.
Charakteristickým typem opevnění byly obvykle příkopy a valy, ale existovaly také mohutněji opevněná předhradí, zejména v případech, že se nacházela výš než vlastní hrad. Jejich úkolem bylo oddálit případný útok nepřítele od hradního jádra.
Od názvu předhradí vznikla místní jména Předhradí na Chrudimsku (původně předhradí hradu Rychmburka) a Předhradí na Kolínsku (část obce Pňov-Předhradí u zaniklého hradu Oldříš).